# حسن ارژنگ‌نژاد
میرحسن ارژنگ‌نژاد (۴ مرداد ۱۳۰۰ – ۲۵ مرداد ۱۴۰۱) نقاش، طراح و مجسمه‌ساز ایرانی بود.

## زندگینامه
ارژنگ‌نژاد در سال ۱۳۰۰ در شهر مشهد زاده شد و دورهٔ دبستان را دبستان عنصری در همین شهر گذراند. در نوجوانی (دوازده سالگی) با پدر و مادرش و هفت خواهر و برادر، به شهر تهران رفت. او در سال ۱۳۲۳ با ستاره دختر غلامرضا رحیم زاده ارژنگ ازدواج کرده‌است و سه فرزند به نام‌های فرامرز، فرزانه و فرامه داشت.
او از دوازده سالگی در کارگاه غلامرضا رحیم زاده ارژنگ (که پسرخاله او بود) مشغول به کار شد و به همراه اسماعیل ارژنگ در پروژه‌های مختلف زیباسازی شهر تهران نظیر تندیس نبرد گرشاسب با اژدها واقع در میدان باغشاه و نقش برجسته بهرام گور و خسرو پرویز در کاخ سفید واقع در کاخ سعدآباد همکاری داشتند. در دهه ۳۰، به همراه اسماعیل ارژنگ، مغازه ای تحت عنوان «پاپانوئل» در خیابان جمهوری داشتند.
از آثار او می‌توان به تندیس ۱۲ تن از بزرگان ایرانی (مانند اشک اول، نادر شاه افشار، یعقوب لیث صفاری و …) در پارک ملت مشهد، نیم تنه یپرم‌خان در موزه کلیسای ارامنه در جلفای اصفهان، نیم تنه جبار باغچه بان در مدرسه ناشنوایان تهران، نیم تنه لیمجی مانوکچی زرتشتی (بانی معافیت زرتشتیان از پرداخت جزیه در زمان شاه عباس دوم) در مدرسه انوشیروان تهران، نقش‌برجسته بهرام گور و خسروپرویز در ورودی کاخ ابیض و مجسمه حیوانات در محوطه دانشکده دامپزشکی دانشگاه تهران اشاره کرد.
آثار وی در نمایشگاه‌های متعددی عرضه شده که از جمله آخرینِ آن‌ها می‌توان به نمایشگاه هنرمندان نامدار پیشکسوت اشاره کرد. طی این نمایشگاه که در آبان ۱۳۹۸ در فرهنگسرای نیاوران برگزار شد آثار ارژنگ‌نژاد در کنار آثار چهره‌های شاخصی نظیر حسین محجوبی، ایران درودی، حسین نوری، طاها بهبهانی، علی فرامرزی و ناصر هوشمند وزیری به نمایش درآمد.

## نگارخانه
گزیده‌ای از مدالهای طراحی شده

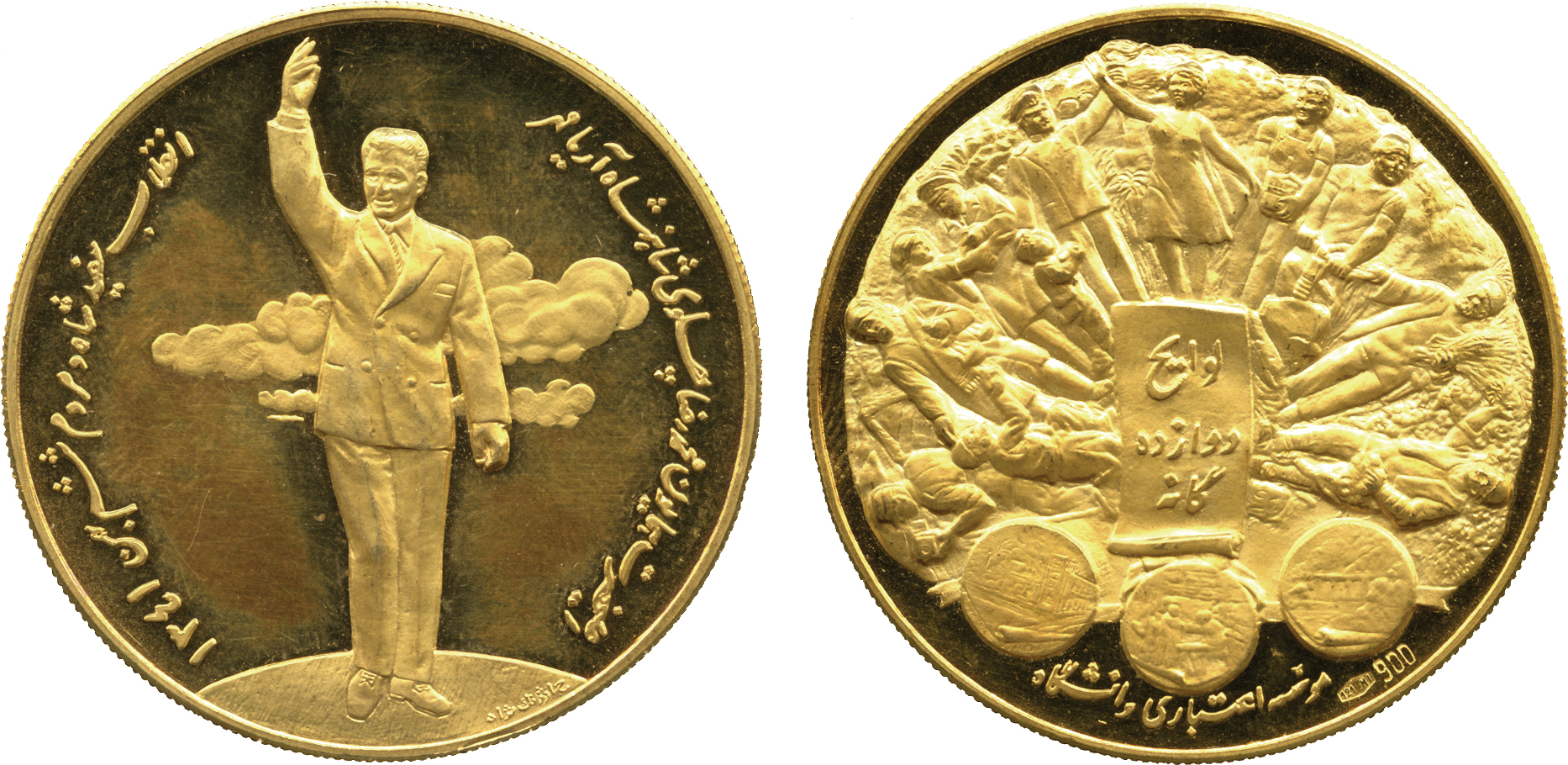
مدال طلای یادبود انقلاب سفید با عبارت آریامهر؛ نام ح ارژنگ بر روی کره زمین در کنار پای محمدرضا پهلوی
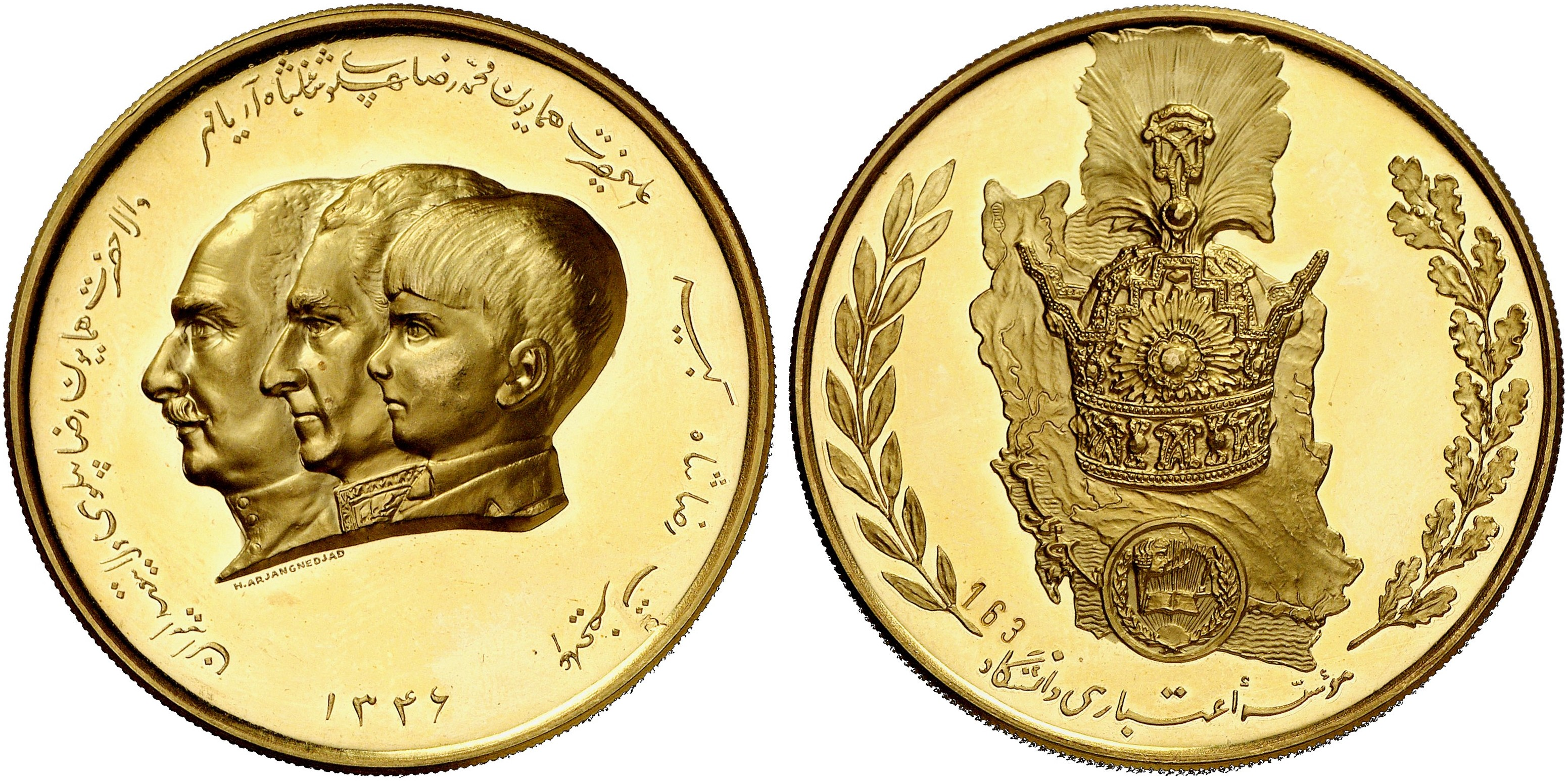
مدال طراحی شده توسط حسن ارژنگ نژاد که نام او به لاتین در زیر نیم تنه رضا شاه دیده می‌شود
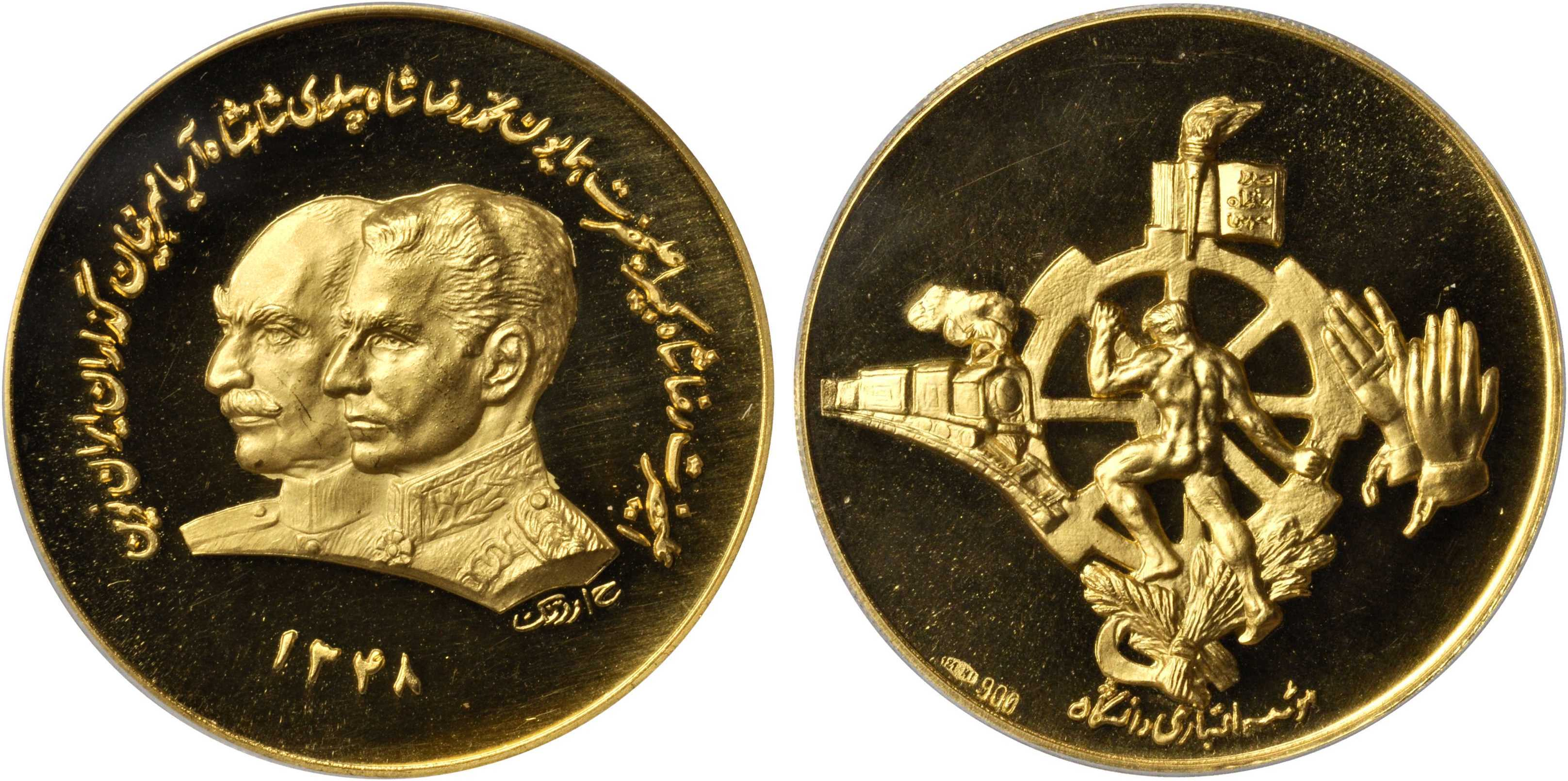
مدال طراحی شده توسط حسن ارژنگ نژاد با تصویر سه رخ شاهان پهلوی در روی مدال و نشان نهاد کارگری در پشت آن
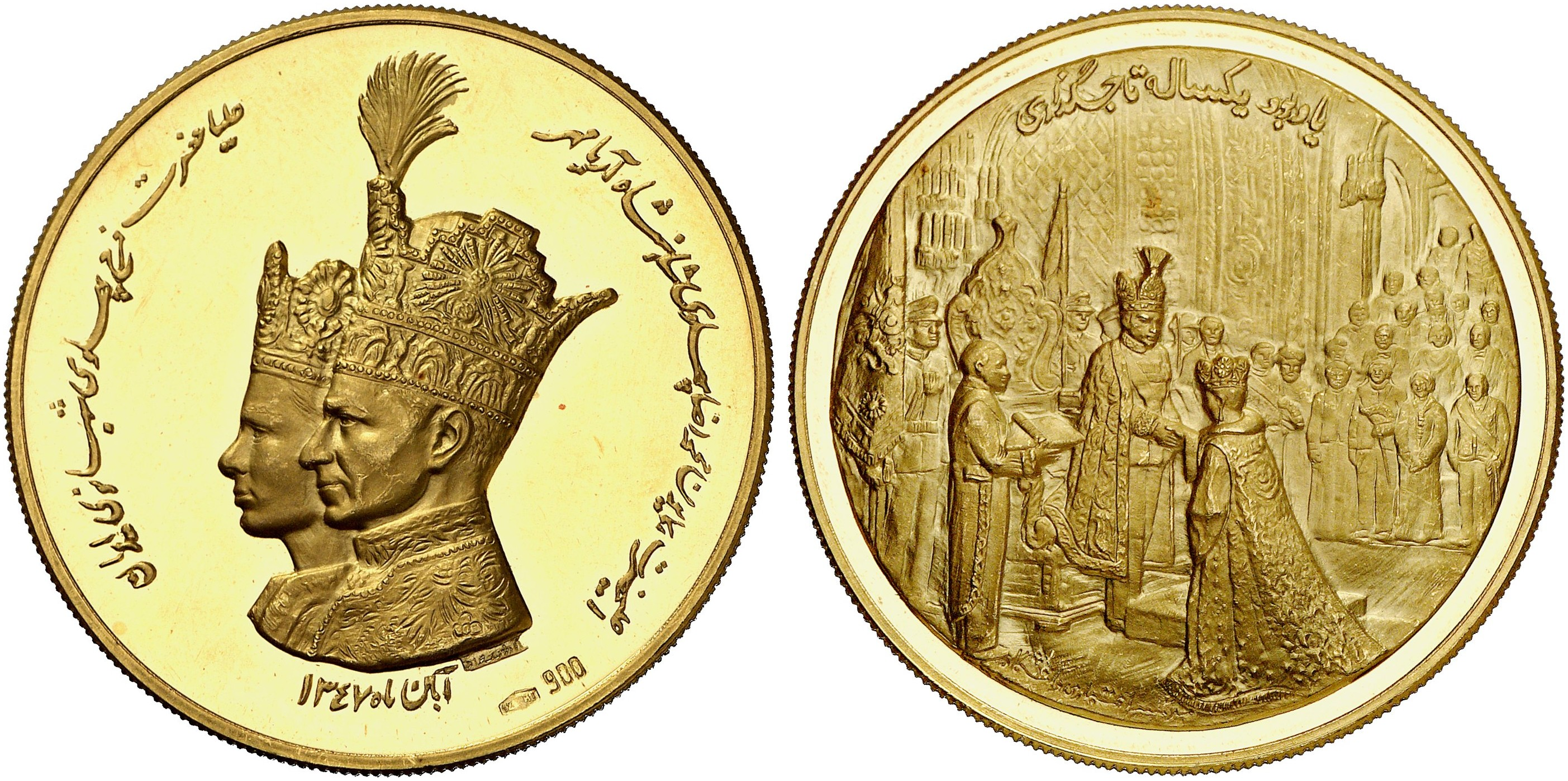
مدال طراحی شده توسط حسن ارژنگ نژاد، نام وی در زیر نیم تنه محمدرضا پهلوی حک شده‌است.